# HAT-P-6b
HAT-P-6bは、アンドロメダ座の方角に約650光年の位置にあるHAT-P-6の周囲を公転する太陽系外惑星である。ホットジュピターであり、半長軸約0.05天文単位 (au) の軌道を約3.85日で公転している。質量は木星よりも5.7%大きく、半径は33%大きい。そのため密度は0.558g/cm3と、水よりも小さい。2007年にNoyesらによって発見された。

## 名称
2019年、世界中の全ての国または地域に1つの系外惑星系を命名する機会を提供する「IAU100 Name ExoWorldsプロジェクト」において、HAT-P-6星系はオランダに割り当てられる系外惑星系とされ、2019年12月17日、HAT-P-6 bはNachtwacht、主星のHAT-P-6はSterrennachtと命名された。これらはいずれもオランダの絵画の巨匠の名作に由来して名付けられており、Nachtwacht はレンブラント・ファン・レインの「フランス・バニング・コック隊長とウィレム・ファン・ライテンブルフ副隊長の市民隊 (De compagnie van kapitein Frans Banning Cocq en luitenant Willem van Ruytenburgh)」の通称「夜警 (De Nachtwacht)」に、Sterrennacht はフィンセント・ファン・ゴッホの「星月夜 (De sterrennacht)」に、それぞれちなんで名付けられた。